# Béta-receptor-blokkolók
A béta-receptor-blokkolók (béta-blokkolók, β-blokkolók, β receptor antagonisták) egy olyan hatóanyagcsoport, melyet szív-érrendszeri megbetegedések kezelésére alkalmaznak.
A béta-blokkolók β-adrenerg receptorokon fejtik ki hatásukat, azáltal, hogy meggátolják az endogén ligand (adrenalin, noradrenalin) kötődését a receptorokhoz. Szelektivitás alapján két fő csoportba sorolhatók: szelektív (csak β1 receptoron fejti ki a hatását - kardioszelektív) és nem-szelektív (β1 és β2 receptoron is hat) β-blokkolók.
Az első β-blokkoló hatású anyagot, a diklór-izoproterenolt, Power és Slater fedezte fel 1958-ban, majd 1962-ben J.W. Black  fedezte fel az első klinikailag is jelentős β-blokkolót, a propranololt.

## Hatásmechanizmus
A katekolaminok (adrenalin, noradrenalin) a szívizom β1 receptorain keresztül pozitív inotrop és chronotrop hatást fejtenek ki a szívre, ugyanakkor növelik az ingervezetést és automáciát is. A vesében található β1 receptorokon keresztül az adrenalin fokozza a renin felszabadulást. Ezzel egyidőben a β2 receptorokat aktiválva, a simaizmok elernyedését, a vázizmok fokozott összehúzódását és fokozott glikogenolízist vált ki. A  β-blokkolók meggátolják az adrenalin és noradrenalin hatásait, azáltal, hogy gátolják kötődésüket a β receptorokhoz.
A nem szelektív β-blokkolók egyaránt blokkolják a β1 és β2 receptorokat, ezáltal negatív inotrop és chronotrop hatást fejtenek ki a szívre, gátolják a renin felszabadulást, ugyanakkor az artériákat és bronchusokat összehúzzák és fokozzák a terhes méh kontraktilitását. Ezzel szemben a szelektív β1-blokkolók nem okoznak bronchusösszehúzódást, nem befolyásolják a terhes méh összehúzódását, és nem okoznak perifériás érszűkületet, hatásuk elsősorban a szívizomra korlátozódik.
Egyes β-blokkolók (propranolol, sotalol) rendelkeznek membránstabilizáló hatással. Ezek a Na+ beáramlás gátlásával csökkentik az akciós potenciál amplitudóját és az automáciát. Ezek a vegyületek hatásosak szívritmuszavarok kezelésére.
Egyes molekulák parciális agonistaként viselkednek, úgynevezett intrinszik szimpatomimetikus aktivitással rendelkeznek (oxprenolol, pindolol). Ezek kismértékben izgatják a β receptorokat, ezáltal kevésbé váltanak ki bradycardiát.
A csoport újabb képviselői a hagyományos β-blokkoló hatás mellett más értágító hatásmechanizmussal is rendelkeznek:
- α1-receptor-blokkolók is: carvedilol, labetalol
- direkt (musculotrop) értágító: celiprolol
- NO felszabadító: nebivolol

## Javallat
A β-blokkolók farmakológiai sajátosságai jelentősen eltérnek, ezért a javallataik is különböznek.
- Angina pectoris:[3] A β-blokkolók csökkentik a szív oxigénszükségletét a szimpatikus izgalom gátlásával és a szívfrekvencia csökkentésével, ezáltal enyhítik az anginás panaszokat.
- Tremor: A propranololt sikeresen alkalmazzák esszenciális tremor, szorongás[4]  és lámpaláz tüneteként jelentkező remegés és tachicardia kezelésére, valamint alkoholelvonási tünetek csökkentésére. Alkalmazása elterjedt zenészek, színészek körében a lámpaláz tüneteinek enyhítésére,[5] valamint egyes nagy precizitást igénylő sportágakban (íjászat, sportlövészet, golf). A Nemzetközi Olimpiai Bizottság tiltja a β-blokkolók használatát.[6]
- Magas vérnyomás:[7] Diuretikumokkal vagy perifériás értágítókkal együtt adhatók enyhe és középsúlyos magas vérnyomás kezelésére. A magas vérnyomást a perctérfogat csökkentésével, a renin-angiotenzin-aldoszteron rendszer gátlásával, valamint centrális szabályozó mechanizmusokkal mérsékeli.
- Pheochromocytoma: α-receptor-blokkolókkal együtt alkalmazzák a fellépő tachicardia gátlására.
- Ritmuszavarok: Antiaritmiás hatásukat főleg a negatív chronotrop hatásuknak köszönhetik, de a membránstabilizáló hatással rendelkező szerek a leghatékonyabbak ritmuszavarok kezelésére. Csökkentik a frekvenciát pitvar fibrilláció[8] és flutter esetén is.
- Szívelégtelenség:[9][10] A β-blokkolók javítják a balkamra működést, csökkentik a klinikai tüneteket és javítják a túlélési arányt, azáltal, hogy csökkentik a katekolaminok toxicitását, a szív oxigénigényét és aritmiakészségét. Egyes képviselők antioxidáns, anti-atherogén és anti-remodelling hatással is rendelkeznek.
- Zöld hályog: Csökkentik a glaukoma progresszióját, azáltal hogy gátolják a csarnokvíz termelődését.
- Más alkalmazás: A propranolol sikeresen alkalmazható migrén kezelésére és profilaxisára, valamint májchirrosisban a portális vénás nyomás csökkentésére. β-blokkolók használhatók teofillin túladagolásban, a szívhatások kivédésére.

## Ellenjavallat
- Súlyos szívelégtelenség
- Bradycardia
- Sick Sinus szindróma
- Atrio-ventrikuláris blokk
- Alacsony vérnyomás
- Asthma bronchiale
- Perifériás keringési zavar
- Labilis diabétesz
- Terhesség

## Mellékhatások

### Kardiovaszkuláris mellékhatások
Jelentkezhet bradycardia, alacsony vérnyomás, szívelégtelenség, szívmegállás, szédülés, izomgyengeség és fáradékonyság a csökkent vérkeringés miatt. Perifériás érszűkítő hatásuk miatt gyakori a hideg végtag jelensége, valamint a Raynaud-jelenség.

### Más mellékhatások
A lipidoldékony szerek, melyek átjutnak a vér-agy gáton, álmatlanságot vagy rémálmokat okozhatnak. A hörgők szűkülete légzési nehézségeket okozhat, főleg asztmás betegeknél, méhösszehúzó hatásuk veszélyes lehet terhességben (vetélést, koraszülést okozhatnak). Befolyásolják a lipidanyagcserét, növelik a vér koleszterin és triglicerid szintjét. Cukorbeteg egyéneknél adagolásuk óvatosságot igényel, mivel elfedhetik a hipoglikémia tüneteit (tachicardia, verejtékezés). Használatuk impotenciához, libidócsökkenéshez is vezethet.

## Túladagolás
A β-blokkolókkal történő mérgezés specifikus ellenszere a glukagon. A glukagon pozitív inotrop hatást fejt ki a szívre, fokozza a szív összehúzódását. Nem-szelektív β-blokkolók okozta bronchusszűkület antikolinerg hatású gyógyszerrel (ipratropium), vagy β-receptor agonistával (szalbutamol, izoprenalin) megszüntethető.

## Osztályozás

### Szelektivitás szerint
- Nem-szelektív β-blokkolók

- Alprenolol
- Bucindolol
- Karteolol
- Karvedilol
- Labetalol
- Nadolol
- Oxprenolol
- Pindolol
- Propranolol
- Szotalol
- Timolol

- β1-szelektív β-blokkolók

- Acebutolol
- Atenolol
- Betaxolol
- Bizoprolol
- Celiprolol
- Ezmolol
- Metoprolol
- Nebivolol

### Farmakológiai jellegzetességek szerint
- Intrinszik szimpatomimetikus aktivitással rendelkező vegyületek: acebutolol, carteolol, celiprolol, oxprenolol, pindolol
- Membránstabilizáló vegyületek: acebutolol, betaxolol, carvedilol, pindolol, propranolol
- Hidrofil tulajdonságú vegyületek: atenolol, celiprolol, nadolol, sotalol
- Lipofil tulajdonságú vegyületek: betaxolol, metoprolol, propranolol
- α1-receptor-blokkoló: carvedilol, labetalol
- Nitrogén monoxid felszabadulást fokozó: nebivolol
- Muszkulotrop értágító: celiprolol

### Javallat szerint
- Szívritmus zavarokban: esmolol, sotalol
- Szívelégtelenségben: bisoprolol, carvedilol, nyújtott hatóanyagleadású metoprolol
- Glaukóma kezelése: betaxolol, carteolol, timolol
- Miokardiális infarktusban: atenolol, metoprolol, propranolol
- Migrén profilaxisa: propranolol, timolol

A propranolol az egyetlen javallt β-blokkoló tremor, portális hipertónia és varix vérzés kezelésére.